# Mus og mænd
Mus og Mænd er en roman af John Steinbeck fra 1937. Den handler om venskabet mellem to ranch-arbejdere, hvoraf den ene er mentalt udviklingshæmmet. 
RESUME: 
Denne roman handler om George og Lennies rejse i drømmen efter "The American Dream". Vi ser ofte Lennie blive beskrevet som et barn/dyrisk, fordi han er dum, men stor og stærk. George er en lille, klog mand, som hele tiden skal tage sig af Lennie.  
Da de ankommer til den nye ranch, møder de en masse personer, hvor de bliver kigget lidt skævt til, da de altid går sammen, hvilket var mærkeligt at gøre dengang. På ranchen er et dårligt miljø, hvor folk ikke bryder sig om at Candy mangler en arm og behandler ham  dårligt og vil aflive hans hund, fordi den er blind og lugter.  
Efter at have arbejdet nogen tid i på farmen snakker Lennie og George om at købe en ranch, når de engang får råd. Da Candy overhører deres samtale, fortæller han, at har mpenge nok til at kunne købe ranchen. 
Dog løber de ind i nye problemer på grund af Curley, chefens søn, som ingen kan lide, og hans billige kone.  
Da Curleys kone kommer ind til Lennie, der lige er kommet til at dræbe en hundehvalp, tilbyder hun ham at redde hendes hår for at opmuntre ham.  
Lennie kommer til at gøre det for hårdt, hvor hun begynder at skrige, hvilket leder til, at Lennie bliver bange og kommer til at dræbe hende, fordi han ville få hende til at falde til ro. Lennie flygter, og gemmer sig uden for farmen. 
Da George finder ham, ved han, at de andre vil slå ham ihjel. Derfor vælger han at fortælle Lennie, at de skal købe den nye ranch, og da Lennie kigger væk, skyder George ham i baghovedet. George gjorde det for hans eget bedste ifølge ham selv. 
| Bog | Spire Denne artikel om bøger og tidsskrifter er en spire som bør udbygges. Du er velkommen til at hjælpe Wikipedia ved at udvide den. |